# Teffont Magna
Teffont Magna – wieś w Anglii, w hrabstwie Wiltshire. Leży 16 km na zachód od miasta Salisbury i 140 km na zachód od Londynu.